# لیو شوهوا
لیو شوهوا (انگلیسی: Liu Shuhua؛ زادهٔ ۲۳ اکتبر ۱۹۶۲) تنیس‌باز اهل چین بود. وی در بازی‌های المپیک تابستانی ۱۹۸۸ شرکت کرده‌است.